# Usáma bin Ládin
Usáma bin Ládin (‏أسامة بن محمد بن عوض بن لادن‎, Usáma bin Muhammad bin Avad bin Ládin; 10. března 1957 Rijád – 2. května 2011 Abbottábád) byl arabský terorista. Pocházel z prominentní saúdskoarabské rodiny bin Ládinů a patřil k zakladatelům teroristické organizace al-Káida, kterou až do své smrti vedl. Byl hledán pro spojení s útoky na americká velvyslanectví v Dar es Salaamu, a Nairobi ze 7. srpna 1998, při kterých bylo zabito více než 200 lidí, a byl podezírán z podílu na mnoha dalších útocích po celém světě.
Jako mudžáhid bojoval Usáma bin Ládin proti sovětské invazi do Afghánistánu. USA ho obvinily z inspirace a podpory útoků proti americkým občanům, zejména se jedná o teroristické útoky 11. září 2001. V prvním rozhovoru pro pákistánské noviny z 28. září 2001 popřel zapletení do útoků i to, že by o nich věděl, a obvinil americkou vládu z podpory Izraele a útisku Palestinců. Ve své první videonahrávce po 11. září ze 7. října 2001 tvrdil, že „zničením, díky Bohu, nejvěhlasnější budovy byla Amerika zasažena Alláhem v nejzranitelnějším bodě“. Později publikoval nahrávky, na kterých se k útokům přiznává mnohem otevřeněji. Za útoky z 11. září nebyl nikdy právně obviněn. V červenci 2007 vyhlásil senát USA odměnu 25 milionů amerických dolarů za informace vedoucí k jeho dopadení. Od roku 1994 byl bez státní příslušnosti poté, co ho jeho země vyhostila.

## Život
Usáma se narodil 10. března 1957 v Rijádu v rodině saúdského stavebního magnáta. Jeho otec pocházel z Jemenu a matka byla Syřanka. Během studií ekonomie a managementu na univerzitě v Džiddě se stal členem Muslimského bratrstva. Poté, co sovětská vojska v roce 1979 podnikla invazi do Afghánistánu, se Usáma odebral do Pákistánu, odkud finančně a materiálně podporoval afghánské mudžáhidy bojující proti sovětské okupaci. Při svých aktivitách využíval značného majetku, který zdědil po svém otci.
Se svými 5 manželkami (Najwa Ghanhem, Khadijah Sharif, Khairiah Sabar, Siham Sabar, Amal Ahmed al-Sadah) měl 20 potomků (Abdallah, Saad, Omar, Hamza, Abdul Rahman, Amer, Osman, Mohammed, Fatima, Iman, Laden, Rukhaiya, Nour, Ali, Safiyah, Aisha, Kadhija, Khalid, Miriam, Sumaiya).
V roce 1984 založil Abdalláh Azzam, palestinský muslimský radikál z Jordánska, v pákistánském hraničním městě Péšávaru základnu zvanou Maktabu l-chidamat, kde se soustřeďovali příznivci mudžáhidů. Základna byla z převážné části financována Azzamovým přítelem Usámou bin Ládinem.

### Působení v Afghánistánu
Ve stejné době bin Ládin s Azzamem odešli do Afghánistánu, na území držené mudžáhidy – v příštích letech se bin Ládin zdržoval převážně právě zde. V roce 1986 bin Ládin založil na afghánském území nedaleko pákistánských hranic výcvikový tábor nazvaný Masadda, tj. „Lví hrad“, kde byli soustředěni a cvičeni muslimští bojovníci z mnoha arabských zemí, především z Jemenu, Egypta, Alžírska a Saúdské Arábie.
V roce 1988 bin Ládin, poprvé nezávisle na Azzamovi, založil v Afghánistánu vlastní centrálu džihádu (svaté války) pod názvem al-Káida, tj. „Základna“. Ta se postupně stala koordinačním centrem bin Ládinových teroristických aktivit rozšířených do celého světa.

### Návrat do Saúdské Arábie
V roce 1989 se bin Ládin vrátil do rodné Saúdské Arábie, kde začal opět pracovat v rodinném podniku, ve stejném roce byl neznámými útočníky spáchán úspěšný atentát na Abdalláha Azzama. Po přepadení Kuvajtu Irákem v roce 1990 Usáma bin Ládin navrhl Saúdské Arábii vytvoření dobrovolnické armády na její obranu. Saúdská vláda to však odmítla. Usáma a jeho přívrženci byli údajně šokovaní souhlasem vlády v Rijádu s rozmístěním amerických vojsk v zemi a začali zpochybňovat legitimitu saúdskoarabské královské rodiny jako strážců muslimských svatých měst Mekka a Medina.
V roce 1991 byl bin Ládin ze Saúdské Arábie vypovězen za protivládní činnost. Přesunul se do Súdánu, kde podporoval místní islámskou vládu. V té době za své hlavní nepřátele začal považovat USA a saúdský režim. Jeho organizace al-Káida začala navazovat těsnou spolupráci s řadou uskupení islámských fundamentalistů.

### Aktivity před 11. zářím
Od počátku konfliktu v bývalé Jugoslávii se al-Káida zapojila i do těchto bojů, nejprve na straně bosenských sil, později cvičila a vyzbrojovala část jednotek Kosovské osvobozenecké armády v Kosovu a Národní osvobozenecké armády v Makedonii.[zdroj?]
Al-Káida je podezřelá mimo jiných útoků také z výbuchu bomby v podzemní garáži Světového obchodního centra v New Yorku a rovněž přípravu rozsáhlé teroristické operace Bojinka.
V roce 1996 Usáma bin Ládin vydal krátký manifest, ve kterém vyhlásil válku Spojeným státům. V prohlášení protknutém náboženskou rétorikou vyzývá muslimy, aby bojovali proti "sionisticko-křižácké alianci" Izraele a USA, neboť ta je má dle jeho slov utlačovat všemožnými způsoby. Velkou část prohlášení věnoval dynastii Saúdů, které vyčítal nedodržování práva šaría a přítomnost vojsk USA v Saúdské Arábii.
| „                                                                                     | Nemělo by vám zůstat skryto, že lidé islámu trpěli agresí, nepravostí a nespravedlností, kterou na ně uvalila Sionisticko-křižácká aliance a její spolupracovníci... krev byla prolita v Palestině a Iráku. Děsivé obrázky masakru v Kaně v Libanonu máme stále v čerstvé paměti. | “ |
| — Vyhlášení války proti Američanům okupujícím zemi dvou svatých míst ze dne 23.8.1996 | |   |

Teroristickou akcí, která Usámu bin Ládinovi získala nejvíce pozornosti před 11. zářím, byly útoky na velvyslanectví USA v Dar es Salaamu a Nairobi ze 7. srpna 1998. Tyto útoky si vyžádaly přinejmenším 200 mrtvých a 1000 zraněných. Většina obětí byla z řad místních obyvatel, 12 obětí byli američtí pracovníci ambasád. Útoky proběhly symbolicky v den 8. výročí příjezdu amerických vojsk do Saúdské Arábie. Usáma bin Ládin se tak jako organizátor a zaštiťovatel celé akce dostal na seznam nejhledanějších zločinců vedeného FBI a USA v odpovědi na útoky 20. srpna zaútočily raketami na údajnou základnu al-Káidy v Afghánistánu a na farmaceutickou továrnu v Súdánu, která podle americké administrativy vyráběla chemické zbraně. Vláda v Chartúmu pod americkým tlakem Usámu vypověděla. Usáma nalezl útočiště v Afghánistánu, kde spolupracoval s fundamentalistickým islámským režimem Talibů.
Dne 5. listopadu byl bin Ládin před soudem v New Yorku obžalován z šesti hrdelních zločinů v souvislosti s těmito útoky. Důkazy proti bin Ládinovi obsahovaly soudní svědectví členů Al Káidy a záznamy hovorů ze satelitního telefonu. Tehdejší prezident USA Bill Clinton následně vydal pokyn CIA bin Ládina vypátrat a zatknout, v případě nutnosti i zabít. Afghánský nejvyšší soud, který údajně vedl vlastní vyšetřování, vyzval Spojené státy, aby do 20. listopadu poskytly důkazy, že je bin Ládin skutečně terorista, po tomto datu byl pravděpodobně prohlášen za nevinného.
| „                                                                                      | Ve všech relevantních časech vedl al-Káidu její emír, obžalovaný Usáma bin Ládin. Členové al-Káidy skládali přísahu věrnosti (tzv. „baját“) obžalovanému Usámovi bin Ládinovi a al-Káidě... | “ |
| — Obžaloba vznesená velkou porotou při obvodním soudu pro jižní New York dne 5.11.1998 | |   |

V roce 1999 vyjádřili američtí představitelé obavy, že bin Ládin pokročil se svými přípravami dalšího útoku proti Spojeným státům. Přestože nevyloučili možnost útoku na americké půdě, předpokládali, že další úder bude opět v Africe či na Blízkém východě.
V roce 2000 došlo v Jemenu k sebevražednému útoku na americký torpédoborec USS Cole. Tento útok vyústil ve smrt 17 námořníků a zranění dalších 47. Z organizování útoku byl obviněn Abd Al-Rahím Al-Našírí, který tak měl činit pod vedením bin Ládina. Al Káida se o rok později k útoku přihlásila v náborovém videu, kde mimo jiné bin Ládin děkuje Bohu za vítězství mudžáhidů nad plavidlem.
Na konci května 2001 padl první rozsudek v souvislosti s bin Ládinovými aktivitami: soud v New Yorku uznal čtveřici jeho stoupenců vinnými z účasti na pumových útocích proti velvyslanectvím. Vojáci USA rozmístění v Bahrajnu a Kuvajtu byli v reakci na to uvedeni do pohotovosti poté, co tajná služba informovala o hrozících útocích protiamerických skupin.

### 11. září 2001
Po útoku na budovy Světového obchodního centra a na Pentagon 11. září 2001 označila americká vláda bin Ládina za organizátora celé akce. Spojení bin Ládina s útoky z 11. září proběhlo velice rychle: ještě ten samý den hlavní americká média spekulovala o možnosti jeho zapletení; a podle výpovědi předsedy zpravodajského výboru Senátu Davida Borena, tehdejší šéf CIA, George Tenet, v okamžiku, kdy se (v jeho přítomnosti) dověděl, že Světové obchodní středisko bylo „napadeno“, zareagoval slovy: „Víte, toto má všude na sobě otisky bin Ládina“. Colin Powell den po útocích zahájil rozhovory s Pákistánem s perspektivou jej USA předat.
V průběhu přelomu září a října 2001 Spojené státy žádaly po Tálibánu vydání bin Ládina z Afghánistánu, ve kterém v tu dobu přebýval. 28. září byl zveřejněn rozhovor s Usámou bin Ládinem, ve kterém prohlásil, že do útoků z 11. září nebyl zapleten. Tálibán chtěl důkazy, které by bin Ládina z útoků z 11. září usvědčovaly, a možnost, aby byl souzen podle práva šaría. Spojené státy nebyly schopny nebo ochotny tyto důkazy dodat. Po neúspěšných jednáních Spojené státy spolu s vojsky tzv. Severní koalice (resp. mezinárodně uznávané afghánské vlády) na Tálibán zaútočily (nejdříve vzdušnými nálety a poté pozemními vojsky). Nálety trvající týden měly na svědomí desítky lidských životů z řad civilistů. Tálibán v té době žádal, aby nálety ustaly a 14. října 2001 změnil své stanovisko a byl ochotný započít jednání o vydání bin Ládina, což ale George W. Bush odmítl. Severní koalice následně tamní režim Tálibánu vytlačila z hlavního města a většiny území země s výjimkou horských a pohraničních oblastí.
Usáma bin Ládin nebyl do května 2011 dopaden. Jeho místo pobytu bylo neznámé a nebylo ani zcela jisté, zda žije. Předpokládalo se, že by se mohl skrývat v afghánských či pákistánských horách. Od pádu vlády Tálibánu se objevilo několik nahrávek s jeho hlasem, jejichž pravost potvrdili i odborníci (i když zůstává nejasné, kdy byly pořízeny).
Organizace al-Káida se přihlásila k některým dalším teroristickým útokům, například k výbuchům v egyptských hotelech na Sinaji 7. října 2004.
FBI bin Ládina dlouhodobě uváděla na seznamu nejhledanějších osob; na jeho dopadení vypsaly americké úřady odměnu 25 milionů dolarů, která byla v roce 2007 zvýšena na dvojnásobek (další dva miliony dolarů nabízela profesní sdružení pilotů.) Podle oficiálního vyjádření FBI byly důkazy spojující bin Ládina s útoky 11. září jasné a nevyvratitelné. Ke stejnému závěru se přiklonila i britská vláda, která však upozornila, že důkazy získané skrze zpravodajské zdroje jsou kvůli přísným pravidlům předkládání soudních důkazů, stejně jako kvůli zájmu na ochraně zdrojů, stěží uplatnitelné u soudu. Usáma bin Ládin tak na seznamu nejhledanějších osob byl uveden pouze jako pachatel útoků na velvyslanectví.

### Audiovizuální nahrávky s bin Ládinem po 11. září 2001
Od teroristických útoků na New York do odvetného útoku Spojených států v Afghánistánu vydala Al-Káida čtyři oficiální prohlášení pro arabský tisk, ve kterých bin Ládin sděloval, že v 11. září nehrál žádnou roli.[zdroj?]
- Videonahrávka z 16. září 2001[33]; Usáma bin Ládin odmítá zodpovědnost za útoky z 11. září.
- Videonahrávka ze 7. října 2001, doručená stanici al-Jazeera[34]; Usáma bin Ládin v ní mluví převážně o Západním světě obecně a americké zahraniční politice konkrétně, též o útlaku a bezpráví muslimů (např. v Palestině či Iráku) a tyto dvě kultury srovnává. Teroristické útoky kvitoval jako zadostiučinění: „Spojené státy zasáhl všemocný Bůh na jeho nejzranitelnějším místě. Zničil jeho největší budovy. Bůh budiž pochválen.“
- Videonahrávka z 13. prosince 2001[35][36]; nalezena americkými jednotkami ve městě Džalálábádu, v Afghánistánu. Usáma bin Ládin na ní přijímá zodpovědnost za útoky z 11. září 2001.
- Audionahrávka z 13. listopadu 2002[37].
- Videonahrávka z 30. října 2004[38][39].
- Videonahrávka ze 4. srpna[40] a z 15. prosince 2005.
- Videonahrávka ze 7. září 2007[41].

V listopadu roku 2007 poskytl bývalý italský prezident Francesco Cossiga italskému deníku Corriere Della Sera rozhovor, v němž mimo jiné řekl, že kazeta, v níž se Usáma bin Ládin přiznává k útokům 11. září 2001, byla vytvořena v milánských studiích Mediaset. Nicméně rok předtím Cossiga „konspirační teorie“ o 11. září odmítl a považoval „nepravděpodobné, ba nemožné, že by 11. září bylo výsledkem amerického spiknutí“.
| „                                                 | ...předem jsme vypočítali počet obětí, na základě polohy věže. Počítali jsme, že zasažena budou tři nebo čtyři patra. Byl jsem ze všech největší optimista...vzhledem k mým zkušenostem v tomto oboru jsem usuzoval, že oheň z paliva roztaví železnou konstrukci budovy a zřítí se pouze místo zásahu a patra nad ním. To bylo vše, v co jsme doufali... | “ |
| — Usáma bin Ládin na nahrávce z 13. prosince 2001 | |   |

| „                                              | A když jsem se díval na ty zbořené věže v Libanonu, napadlo mě, že bychom měli oplatit utlačovateli stejnou mincí a že bychom měli zničit věže v Americe, aby okusili něco z toho, co jsme okusili my... | “ |
| — Usáma bin Ládin na nahrávce z 30. října 2004 | |   |

### Spekulace o smrti bin Ládina
Od prosince 2001 se v amerických a britských médiích (Fox News, New York Times, Mirror UK, The Telegraph a CNN) objevovaly zprávy o zhoršení bin Ládinova zdravotního stavu v souvislosti s komplikacemi močových cest a selhání ledvin, na které v minulosti trpěl a na léčbu čehož neměl dostatečné podmínky. Ve stejné době arabský list An Arab News zveřejnil jeho údajnou závěť. 26. prosince 2001 egyptský deník al-Wafd konstatoval bin Ládinovu smrt (zemřít měl přirozenou nenásilnou smrtí, na několik zdravotních příčin) s odkazem na vysoce postaveného činovníka Talibánu. Zmínil se dokonce o bin Ládinově pohřbu, jenž se měl odehrát v Tora Bora dne 16. prosince 2001. (Tálib dodal, že je nepravděpodobné, že by americké síly kdy byly schopny jeho tělo najít.) O bin Ládinově smrti informoval The Pakistani Observer, z něhož později citovala americká FOX News. Zprávu posléze tlumočily britské DailyUK a americký New York Times
V průběhu roku 2002 se k pravděpodobné bin Ládinově smrti přiklonil pákistánský prezident Parvíz Mušaraf, afghánský prezident Hamíd Karzáí, dále americká FBI i členové administrativy prezidenta G. W. Bushe.
Verzí o údajné Usámově smrti však bylo několik. V roce 2003 připustila Madeleine Albrightová na kanálu Fox News možnost, že by administrativa G. W. Bushe bin Ládina již měla a tuto informaci by vypustila ve vhodný okamžik před volbami, pro zajištění veřejné podpory prezidenta v jeho předvolební kampani a jeho následné znovuzvolení. Další spekulace o smrti bin Ládina se opět objevily později, když v září roku 2006 tajná služba Saúdské Arábie předala Francii materiály popisující jeho údajnou smrt. Ta se měla odehrát téhož roku dne 23. srpna, kdy měl Usáma bin Ládin zemřít na tyfus. Francouzské ministerstvo obrany odmítlo spekulovat o pravdivosti saúdskoarabských závěrů. Francouzský prezident Chirac řekl, že zpráva nebyla nijak potvrzena. K tomu, že bin Ládin zemřel přirozenou smrtí v létě 2006, se přiklání i bývalý agent pro CIA, Berkan Jašar, na základě informací, které získal od bin Ládinových bodyguardů.
V roce 2009 konstatoval pákistánský prezident Alí Zardárí, že Usáma bin Ládin již nežije. 
Bin Ládinovu smrt zmínila i bývalá pákistánská premiérka Bénazír Bhuttová v interview pro BBC 2. listopadu 2007, ta však tvrdila, že za jeho smrt může terorista Omar Šejk, který Usámu údajně zavraždil. Moderátor na tuto okolnost nezareagoval. BBC původně tuto poznámku z interview vystřihla, avšak poté, co se dostala pod palbu kritiky, zveřejnila interview v nezměněné podobě. Tato krátká zmínka v interview tak vyvolala spekulace o Usámově předčasném skonu, ovšem Benazír Bhuttová před i po interview hovořila o bin Ládinovi jako o stále živém. 2. října řekla, že hodlá spolupracovat s USA ve snaze bin Ládina dopadnout. 3. listopadu 2007 v rozhovoru pro CNN také hovořila o Usámovi jako o někom, kdo nadále nebyl dopaden.

### Vystopování
Na stopu bin Ládinovi přivedl tajné služby kurýr Abu Ahmed al-Kuwaiti, jehož služeb Usáma bin Ládin dlouhodobě využíval a o kterém se agentům CIA zmínili během roku 2007 vězni držení ve věznici na Guantanámu. V roce 2009 se podařilo sledovaného muže vystopovat až do severního Pákistánu. V srpnu roku 2010 pak agenty dovedl k samotné rezidenci bin Ládina, neobyčejně rozlehlému domu o 3000 čtverečních stopách (279 m2). Tato rezidence byla rozlohou osmkrát větší nežli okolní domy, avšak neměla telefonní ani internetové připojení pevnou linkou. Naopak dům byl dobře zabezpečen: přístup byl chráněn dvěma branami a zdmi o výšce 4 až 5 metrů. V rezidenci bydlelo několik rodin, z nichž jedna složením odpovídala rodině bin Ládina. Cena domu, vystavěného v roce 2005, byla odhadována na 1 milion US dolarů.
Dům měli vést dva muži vydávající se za bratry, kteří se však stejně jako ženy bydlící v domě usilovně stranili kontaktu s místními. Ti se domnívali, že jde pravděpodobně o pašeráky.
Sledovaný muž bydlel v tomto domě, avšak neměl žádný veřejně známý zdroj příjmů. Zvláštností bylo, že obyvatelé domu pálili odpadky na dvoře, raději než aby je předali ke komunálnímu odvozu. Bodyguardi a kurýři bin Ládina byli sledováni při svých telefonních hovorech, čímž se zjistilo, že před každým voláním čekali nejméně 90 minut jízdy od rezidence, než vložili do svých telefonů baterii. Během září 2010 začínala v CIA narůstat jistota, že v domě bydlí právě bin Ládin.
V březnu roku 2011 uskutečnila CIA očkovací akci v Abbottábádu, aby se jí podařilo získat DNA obyvatelů domu, které by pak umožnilo zjistit, zda v domě bydlí bin Ládin.

### Smrt

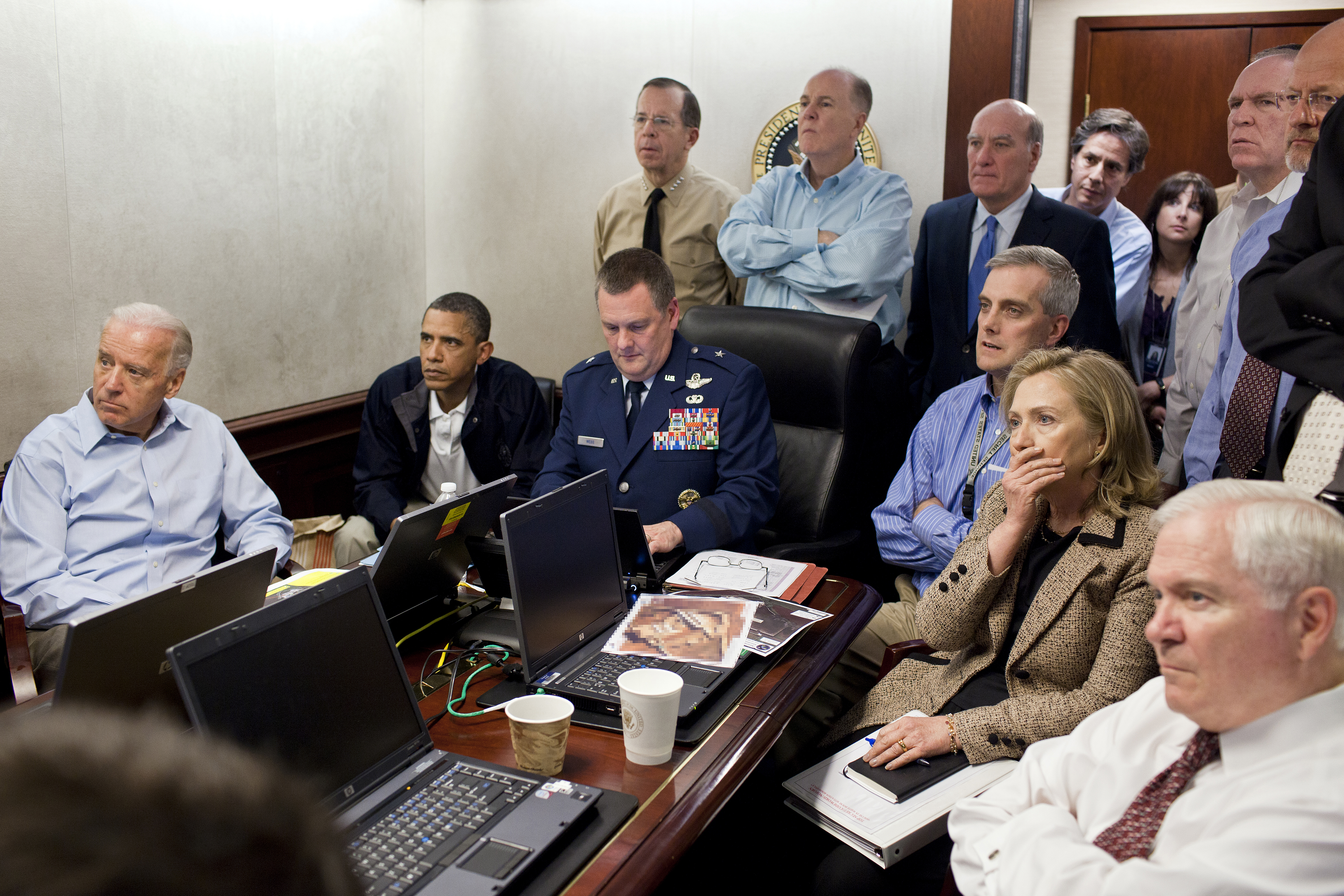
Pete Souza: The Situation Room; prezident USA Barack Obama a národní bezpečnostní tým sledují vojenskou operaci vedoucí k smrti Usámy bin Ládina dne 1. května 2011

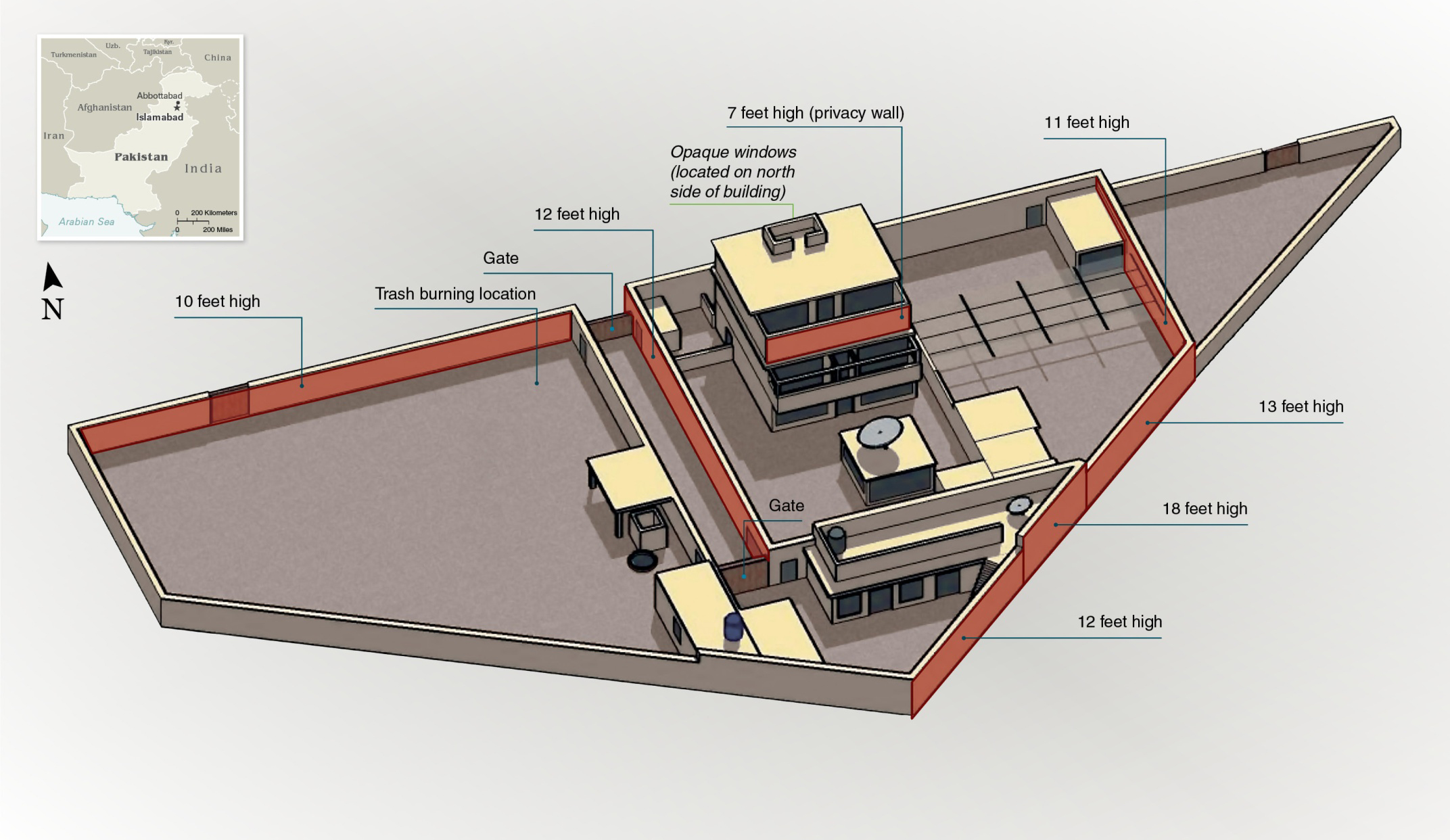
Úkryt Usámy bin Ladina v Abbottábádu

Dne 1. května 2011 východoamerického letního času UTC-4 (2. května pákistánského času UTC+5) oznámil americký prezident Barack Obama v přímém přenosu televizní stanice CNN, že byl bin Ládin zabit týmem zvláštních amerických sil (Navy SEALS) při cílené operaci ve svém v sídle u Abbottábádu, ležícím v blízkosti pákistánské vojenské akademie, asi sto kilometrů severně od pákistánské metropole Islámábádu. Celá přestřelka v rezidenci trvala 38 minut. Při akci, na které spolupracoval tým zvláštních tajných amerických sil, byl Usáma bin Ládin střelen do hlavy a do hrudi. Na internetu se objevila i jeho fotografie těsně po smrtelném zranění, ovšem zanedlouho byla označena jako nevěrohodná. Prezident Obama rozhodl, že fotografie mrtvého bin Ládina, pořízené během zásahu, nebudou zveřejněny, neboť by mohly sloužit k podněcování dalšího násilí nebo jako propagandistický nástroj. Žádný Američan nebyl údajně při přísně tajné operaci zabit ani zraněn.
Američtí představitelé po události prohlásili, že v souladu s islámskými tradicemi byl bin Ládin pohřben do 24 hodin od smrti a že z obavy, aby se z jeho hrobu nestalo poutní místo islámských radikálů, se tak stalo pohřbem do Arabského moře z letadlové lodi USS Carl Vinson. Toto odsoudili někteří islámští duchovní s poukazem na to, že muslim může být do moře pohřben pouze tehdy, pokud se na něm v době smrti nachází a neexistuje reálná možnost, že by jeho tělo mohlo být do 24 hodin dopraveno na pevninu.
Smrt bin Ládina byla dodatečně potvrzena al-Káidou v prohlášení, které bylo uveřejněno 6. května. V prohlášení pohrozila al-Káida odplatou proti americkým cílům a také vyzvala Pákistánce k protivládnímu povstání. Zároveň bylo slíbeno zveřejnění audionahrávek Usámy bin Ládina, které nahrál týden před svou smrtí.
Identitu mrtvého bin Ládina též potvrdil test jeho DNA, který byl porovnán s DNA vzorkem jeho sestry.
Podle některých názorů byla akce nezákonná a potrestání zabitím bez soudu je vražda.
Smrti Usámy bin Ládina začali zneužívat autoři počítačových virů. Nejprve se zavirované stránky objevovaly ve vyhledávačích Google a Bing. Později se začaly šířit v diskusích a e-mailem. Jedna z hrozeb například vyžadovala po uživateli, aby pro přehrání videa stáhnul zásuvný modul s názvem XvidSetup.exe. Ve skutečnosti se jednalo o adware Win32/Adware.HotBar.H. Další autoři virů zneužili službu vyhledávače obrázků Google Images. Zájemce o obrázky mrtvého teroristy byl odkázán na stránku s nabídkou falešného antivirového programu „Best Antivirus 2011“.

### Důsledky smrti Usámy bin Ládina
Smrt Usáma bin Ládina byla přivítána některými Američany s radostí. Po oznámení Baracka Obamy o jeho smrti spontánně vyšly do ulic New Yorku a Washingtonu D. C. davy lidí, jež se radovaly ze smrti teroristy, který strávil dvacet let svého života plánováním teroristických činů namířených proti americkým občanům. Jiná část americké veřejnosti se stavěla vůči podobným oslavám kriticky.
Byť Pákistán oficiálně pogratuloval Spojeným státům k dopadení bin Ládina, objevily se prakticky okamžitě spekulace o možném krytí bin Ládina ze strany pákistánských tajných služeb. Pákistánský prezident Zardárí tyto spekulace odmítl.
Během razie v domě bylo zabaveno množství datových médií, včetně pevných disků. Z informací v nich obsažených vyplynulo, že Usáma bin Ládin nadále plánoval útoky a že byl v těsném kontaktu se špičkami hnutí Tálibánu až do své smrti.
V Pákistánu došlo 13. května v odvetě za smrt bin Ládina ke dvěma sebevražedným atentátům, které zabily více než 70 lidí. K útoku se přihlásilo hnutí Tálibán. 23. května, opět v odplatě za smrt bin Ládina, Tálibán zaútočil na pákistánskou vojenskou základnu v Karáčí. Tato akce si vyžádala smrt čtyř příslušníků pákistánských ozbrojených složek.